# Traficar
Traficar – polski system car-sharing, działający na terenie 28 miast. 
Działalność rozpoczął w Krakowie w 2016 roku, stając się jednocześnie pionierem w branży carsharingu w Polsce. Oferuje 4 tys. samochodów – od tych osobowych w tym także elektrycznych, po samochody dostawcze. Wszystkie pojazdy z floty Traficara dostępne są w 2 ofertach “Na ile chcesz”, gdzie użytkownicy płacą opłatę startową, ponoszą koszt za przejechane kilometry oraz ewentualny postój, bez opłat za minuty jazdy lub “Na 24h lub dłużej”, gdzie użytkownik ponosi opłatę za doby wynajmu oraz przejechane kilometry. 

## Historia
Pomysł stworzenia usługi carsharingu w Polsce powstał w przedsiębiorstwie Express Car Rental – największej w Polsce wypożyczalni samochodów, działającej od 1996 roku - która stworzyła Traficara. Tworzenie systemu od podstaw rozpoczęło się w 2013 roku. Założeniem producentów było oparcie go na smartfonach, co stanowiło wyjątek w stosunku do innych operatorów w Europie i Stanach Zjednoczonych. Brak możliwości użycia sprawdzonego przez inne marki rozwiązania oznaczało, że cały system musiał być zaprojektowany przez przedsiębiorstwo.      
Nowy produkt pojawił się na rynku 1 października 2016 roku. Pierwszym w Polsce miastem, w którym ruszył automatyczny najem samochodów był Kraków. W czerwcu 2017 r. usługa pojawiła się w Warszawie, a w październiku w Poznaniu, Wrocławiu i Trójmieście. Od 2018 r. usługa jest dostępna na Śląsku. Wiosną 2022 r. przedsiębiorstwo otworzyło swoje strefy również w Szczecinie. Z kolei od września 2023 r. strefy pojawiły się w Lublinie i Rzeszowie. Obecnie flota Traficara liczy 4 tys. aut usytuowanych w 28 lokalizacjach w Polsce.

## Pojazdy
Traficar posiada 4 tys. aut. Dysponuje samochodami osobowymi Renault Clio, Renault Arkana, Dacia Sandero, elektrycznymi Renault Zoe, Renault Megane E-Tech 100% electric oraz dostawczymi Renault Master, Renault Express, Dacia Dokker. Samochody dostawcze można wynająć na zwykłe prawo jazdy kat. B, a dostępne są pod sklepami meblowymi i budowlanymi w największych miastach Polski.
Samochody wynajmuje się poprzez aplikację Traficar pobraną na smartfon ze sklepów Google Play, App Store lub Huawei AppGallery. Wdrożony system pozwala na szybką lokalizację najbliższego dostępnego pojazdu, a użytkownik może go zarezerwować w dowolnym momencie. Po zarezerwowaniu samochodu, na telefonie widoczny jest dokładny adres, numer boczny auta, orientacyjny czas dojścia i wyrysowana trasa na mapie. Wynajem odbywa się poprzez zeskanowanie kodu QR umieszczonego na pojeździe, który jednocześnie otwiera samochód. Użytkownik może odebrać kluczyki/kartę do pojazdu z panelu środkowego pojazdu, a płatności regulowane są za pomocą karty płatniczej podpiętej do aplikacji Traficar.  
Użytkownicy nie płacą za ubezpieczenie, przeglądy, paliwo i parkowanie w miejskiej strefie płatnego parkowania – opłaty są wliczone w cenę wynajmu samochodu.